# Pierre de Baets
Pierre De Baets, ook Pieter de Baets genoemd, (Gent, 12 februari 1825 - 1 november 1875) was een Belgisch advocaat, journalist en politicus voor de Katholieke Partij.

## Biografie
De Baets groeide op in Meulestede bij Gent, als zoon van de molenaar of 'bloempelder' Thomas De Baets en Marie Seghers. Hij trouwde met Coralie Braeckman. Ze waren de ouders van Herman de Baets, advocaat, rechtsgeleerde, hoogleraar, gemeenteraadslid van Gent en provincieraadslid van Oost-Vlaanderen, en Maurits de Baets, priester, kanunnik en hoogleraar.
Na zijn humaniora in het Sint-Barbaracollege in Gent en zijn universitaire studies, promoveerde hij tot doctor in de rechten aan de Rijksuniversiteit Gent. In september 1850 schreef hij zich als advocaat in bij het hof van beroep van Gent, wat hij bleef tot aan zijn overlijden. Hij behoorde tot de zeldzame advocaten die soms in het Nederlands pleitten.
De Baets was ook journalist en directeur van het Gentse tijdschrift Leesmuseum (1856-1859), dat hij samen met Jacob Heremans en Edward Campens stichtte. Zijn democratische] en Vlaamsgezinde overtuiging kwam tot uiting in zijn activiteiten bij het Vlaemsch Gezelschap, het Willemsfonds, het Davidsfonds en het Vlaamsch Verbond alsook in zijn artikelen, onder meer in Den Vaderlander. Zijn optreden in Vlaamsgezinde kringen was typisch voor de flaminganten afkomstig uit de lagere burgerij en zijn doel was om de exclusieve politieke macht van de Franssprekende elite te doorbreken.
Hij begon zijn politieke loopbaan als gemeenteraadslid van Gent, een functie die hij van 1854 tot 1857 uitoefende. Aanvankelijk koos hij niet duidelijk voor een partij, maar hij ging meer en meer op in de katholieke groep. Het was namens de katholieken dat de Baets van 1861 tot 1866 en van 1870 tot aan zijn dood in 1875 voor het arrondissement Gent in de Kamer van volksvertegenwoordigers zetelde. In zijn eerste parlementaire periode liet hij zich kennen als ijveraar voor de Vlaamse problematiek. Door de steeds scherper wordende levensbeschouwelijke tegenstellingen tijdens zijn tweede parlementaire periode was er minder aandacht voor de Vlaamse problematiek. Desondanks was hij actief in het tot stand komen van taalwetten en speelde hij een belangrijke rol in de parlementaire afhandeling van de eerste taalwet van strafzaken op 17 augustus 1873. Hierbij keerde hij zich tegen het radicalisme van Edward Coremans en zocht naar een politiek haalbare tekst.